# Elena Trombini
Elena Trombini (* 26. April 1962 in Ravenna) ist eine italienische Psychologin und Kinderpsychotherapeutin.

## Leben
Trombini absolvierte ihr Psychologiestudium an der Universität Bologna, wo sie 1988 diplomiert wurde. 1989 folgte eine kinderpsychologische Weiterbildung am Laboratoire de Psycho-biologie de l’enfant des C.N.R.S. in Paris, 1990 eine klinisch-psychologische Weiterbildung am Maudsley Hospital der University of London. 1993 erwarb sie ihr Doktorat in Psychologie an der Universität Bologna, 1995 ihre Zulassung als Psychotherapeutin. 2005 wurde sie Außerordentliche Professorin für Klinische Psychologie an der Medizinischen Fakultät der Universität Bologna, seit 2012 ist sie habilitiert für klinische und dynamische Psychologie. 2012–2015 war sie stellvertretende Direktorin des Departments für Psychologie der Universität von Bologna.
Die von ihrem Vater Giancarlo Trombini und seinen Mitarbeitern ab den 1970er-Jahren  entwickelte 'giocoterapia focale' (Focal Play-Therapy), eine gestalttheoretisch-psychotherapeutisch fundierte Variante psychodynamischer Spieltherapie mit Kindern (vor allem im vorsprachlichen Alter), wurde von Elena Trombini inzwischen weiterentwickelt. Sie leitet heute an der Universität Bologna Aus- und Weiterbildungsgänge in dieser Methode, bei der die Eltern bzw. Betreuungspersonen der Kinder über die Teilnahme an Spielsituationen in die Therapie mit einbezogen werden.
Im Bereich der psychotherapeutischen Behandlung psychosomatischer Beschwerden stellte sie 2012 mit Giancarlo Trombini erstmals eine erfolgreiche psychotherapeutische Behandlung eines Falls von Sarkoidose mit Langzeitwirkung vor.

## Schriften (Auswahl)
- 1999 Genitori e figli in consultazione. Verlag Quattroventi, ISBN 978-88-392-0489-9.
- 2004 (mit Giancarlo Trombini et al.) Use of the Drawn Stories Technique to Evaluate Psychological Distress in Children. Perceptual and Motor Skills, 99, 975–982.
- 2006 (mit Giancarlo Trombini) Focal Play-Therapy in the Extended Child-Parents Context - A Clinical Case. Gestalt Theory 28(4), 375 – 388.
- 2007 (mit Giancarlo Trombini) Focal Play-Therapy and Eating Behaviour Self-Regulation in Preschool Children. Gestalt Theory 29(4), 294 – 301.
- 2008 Psicoterapia dei disturbi alimentari ed evacuativi in età prescolare. Verlag Simple, ISBN 978-88-6259-025-9
- 2010 Il cibo rifiutato. I disturbi precoci e la giocoterapia focale con bambini e genitori. Verlag Pendragon, ISBN 978-88-8342-868-5.
- 2011 (mit Giacomo Mancini) Dalle emozioni all'intelligenza emotiva. Comprendere per educare. Verlag Espress Edizioni, ISBN 978-88-97412-13-7.
- 2012 (mit Giancarlo Trombini) Sarcoidosis: Psychotherapy and Long-Term Outcome — A Case Report. Case Reports in Medicine Volume 2012, Article ID 232491.
- 2019 (mit Ilaria Chirico, Federica Andrei, Paola Salvatori & Irene Malaguti) Focal Play Therapy: A Clinical Approach to Promote Child Health and Family Well-being. Frontiers in Public Health, 7.